# Бюджет Союзного государства
Бюджет Союзного государства — совместный бюджет Российской Федерации и Республики Беларусь.

## Формирование
Бюджет Союзного государства формируется за счет вкладов участников Союзного государства — Российской Федерации и Республики Беларусь.
Доли взносов не урегулированы какими-либо правовыми актами Союзного государства. Однако исходя из сложившейся практики, ежегодный бюджет Союзного государства утверждается исходя из следующих пропорций: Российская Федерация формирует 65 % бюджета, а Республика Беларусь — 35 % бюджета.

## Исполнение и финансирование
Финансирование исполнения денежных обязательств Союзного государства и его органов осуществляется за счет средств бюджета Союзного государства на основании утверждённых смет расходов.

## Ответственные органы
Органом Союзного государства, осуществляющим финансово-распорядительные функции, является Постоянный Комитет Союзного государства.
Органами, непосредственно осуществляющими обслуживание процесса исполнение бюджета Союзного государства, являются органы Федерального казначейства Министерства финансов Российской Федерации и органы Государственного казначейства Республики Беларусь, на основании заключенного между ними и Постоянным Комитетом Союзного государства соглашения.
Указанные органы национальных казначейств ведут бюджетные счета, на которых учитываются денежные средства бюджета Союзного государства. Указанные счета ведутся отдельно от системы национальных бюджетов России и Белоруссии.

## Судебные споры

### Особенности
Разрешение хозяйственных споров, связанных с исполнением обязательств Союзного государства и иными участниками экономической деятельности, находятся в компетенции судов — участников Союза.
Поскольку основные финансово-распорядительные функции осуществляет Постоянный Комитет Союзного государства, который выступает участником гражданско-правовых отношений от имени Союзного государства, учитывая, что местом нахождения Постоянного Комитета Союзного государства в настоящее время является город Москва — то, в соответствии с законодательством Российской Федерации, разрешение судебных споров по искам об исполнении обязательств Союзного государства или его органов находится, в основном, в компетенции Арбитражного суда города Москвы.

### Иски к Союзному государству и его органам
Блокировка операций по бюджетным счетам в 2011 году
В январе 2011 года в Арбитражном суде города Москвы было зарегистрировано исковое заявление компании ООО «НЬЮ КРЕАТИВ» о взыскании задолженности с Постоянного Комитета Союзного государства.
Интересы ООО «НЬЮ КРЕАТИВ» представляла компания Legal Prime GSC, JSC.
В марте — апреле 2011 года Арбитражным судом города Москвы было вынесено решение, согласно которому исковые требования компании ООО «НЬЮ КРЕАТИВ» удовлетворены в полном объёме.
В конце июня 2011 года Девятый арбитражный апелляционный суд оставил указанное решение суда без изменения, а апелляционную жалобу Постоянного Комитета Союзного государства — без удовлетворения. Решение суда вступило в законную силу.
10.08.2011 г., в связи с неисполнением указанного решения арбитражного суда, Управление Федерального казначейства РФ по г. Москве приостановило операции по расходованию денежных средств с лицевого счета Постоянного Комитета Союзного государства.
19.10.2011 года Федеральный арбитражный суд Московского округа оставил решение Арбитражного суда города Москвы и постановление Девятого арбитражного апелляционного суда без изменения, а кассационную жалобу Постоянного Комитета Союзного государства, поданную в начале сентября 2011 года — без удовлетворения.